# هيئة ميشيغان التشريعية
هيئة ميشيغان التشريعية (بالإنجليزية: Michigan Legislature)‏ هي الهيئة التشريعية لولاية ميشيغان، تتكون من المجلس الأعلى مجلس شيوخ ميشيغان
الذي يضم 38 مقعداً، والمجلس الأدنى مجلس نواب ميشيغان.